# Жефте
Жефте Вітал да Сілва Діас (порт.-браз. Jefté Vital da Silva Dias, нар. 21 грудня 2003, Ріо-де-Жанейро) — бразильський футболіст, лівий захисник шотландського клубу «Рейнджерс».

## Кар'єра
Жефте народився в Ріо-де-Жанейро і приєднався до молодіжної команди «Флуміненсе» в 2017 році. З командою «Флуміненсе U-17» лівий захисник став чемпіоном Бразилії в сезоні 2020 року.  16 березня 2021 року підписав свій перший професійний контракт з «Флуміненсе» терміном дії до 2025 року.
4 липня 2023 року Жефте був відданий в оренду до кіпрського клубу АПОЕЛ на сезон 2023/24, перед тим продовживши свій контракт з бразильським клубом до 2026 року. Він дебютував на дорослому рівні 20 серпня у виїзному поєдинку проти «АЕЗ Закакіу» (2:0), і забив свій перший гол 2 жовтня в домашньому матчі проти «Етнікоса» (5:1). Разом з Лашею Двалі, Матео Сушичем та Іссамом Шебаком Жефте сформував якісну лінію оборони. Загалом він провів 31 гру в чемпіонаті і забив тричі, а АПОЕЛ пропустив найменше голів з усіх 14 команд ліги і виграв свій 29-й чемпіонський титул на Кіпрі.
24 травня 2024 року «Рейнджерс» підписали з Жефте чотирирічний контракт.

## Досягнення
- Чемпіон Кіпру: 2023/24